# Тектоническая карта

Тектоническая карта Карпат

Тектоническая карта (Геотектоническая карта; англ. Tectonic map) — разновидность геологической карты, отображающая современную структуру земной коры и её отдельных регионов, а также историю её развития с учётом всех проявившейся режимов. Это графическая модель строения и эволюции части земной коры. Условные обозначения позволяют понять трёхмерность (объёмность) тектонических тел. Необходима для выявления закономерностей размещения полезных ископаемых.

## Описание и масштабы

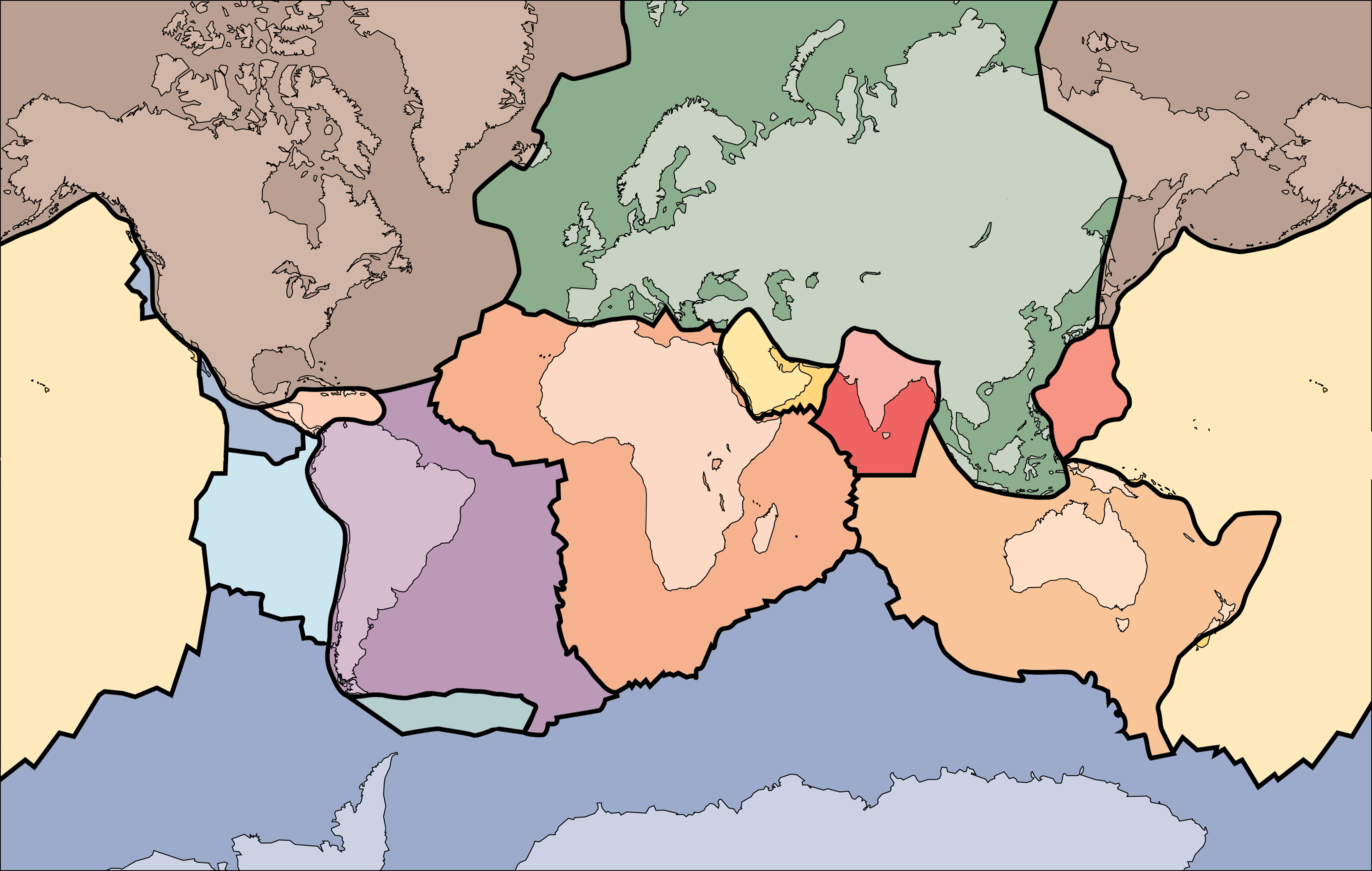
Схема тектонических плит

Тектонические карты составляются для анализа тектоники территорий разного размера. В зависимости от масштаба тектонические карты бывают:
- глобальные (1 : 45 000 000 — 1 : 15 000 000)
- обзорные (1:10 000 000 — 1:2 500 000),
- региональные мелкомасштабные (1 : 1 500 000 — 1 : 500 000),
- региональные средне- и крупномасштабные (1 : 200 000 — 1 : 50 000).

В мелких масштабах на тектонических картах изображаются — платформы, щиты, плиты, геосинклинали, складчатые области.
В крупных масштабах — отдельные складки, разломы, горсты, грабены и т. д.

## Типы тектонических карт
Различают:
- карты тектонического районирования, на которых выделяются естественные структурно-формационные единицы;
- структурные карты, отображающие структурные формы с помощью стратоизогипс.

## История
С XIX века начали составлять «тектонические схемы» и «структурные карты». Составление тектонических карт осложнялось недостаточной изученностью строения земной коры и её отдельных регионов, особенно в глубину. Бурение свкажин и геофизические методы позволяют получить обоснованные сведения о пространственном распространении различных геологических тел, необходимых для составления тектонических карт.
Академик Н. С. Шатский составил «Тектоническую карту CCCP и сопредельных стран» (1953), на основе которой была составлена «Международная тектоническая карта Европы» (1964).
В 1969 году учёные Геологического института АН СССР получили Государственную премию СССР за участие в составлении тектонических карт Евразии в масштабе 1: 5 000 000 и монографии «Тектоника Евразии».
В 1982 году под руководством академиков В. Е. Хаина и Ю. Г. Леонова была составлена последняя Тектоническая карта мира масштаба 1: 15 000 000.

## Тектонические карты

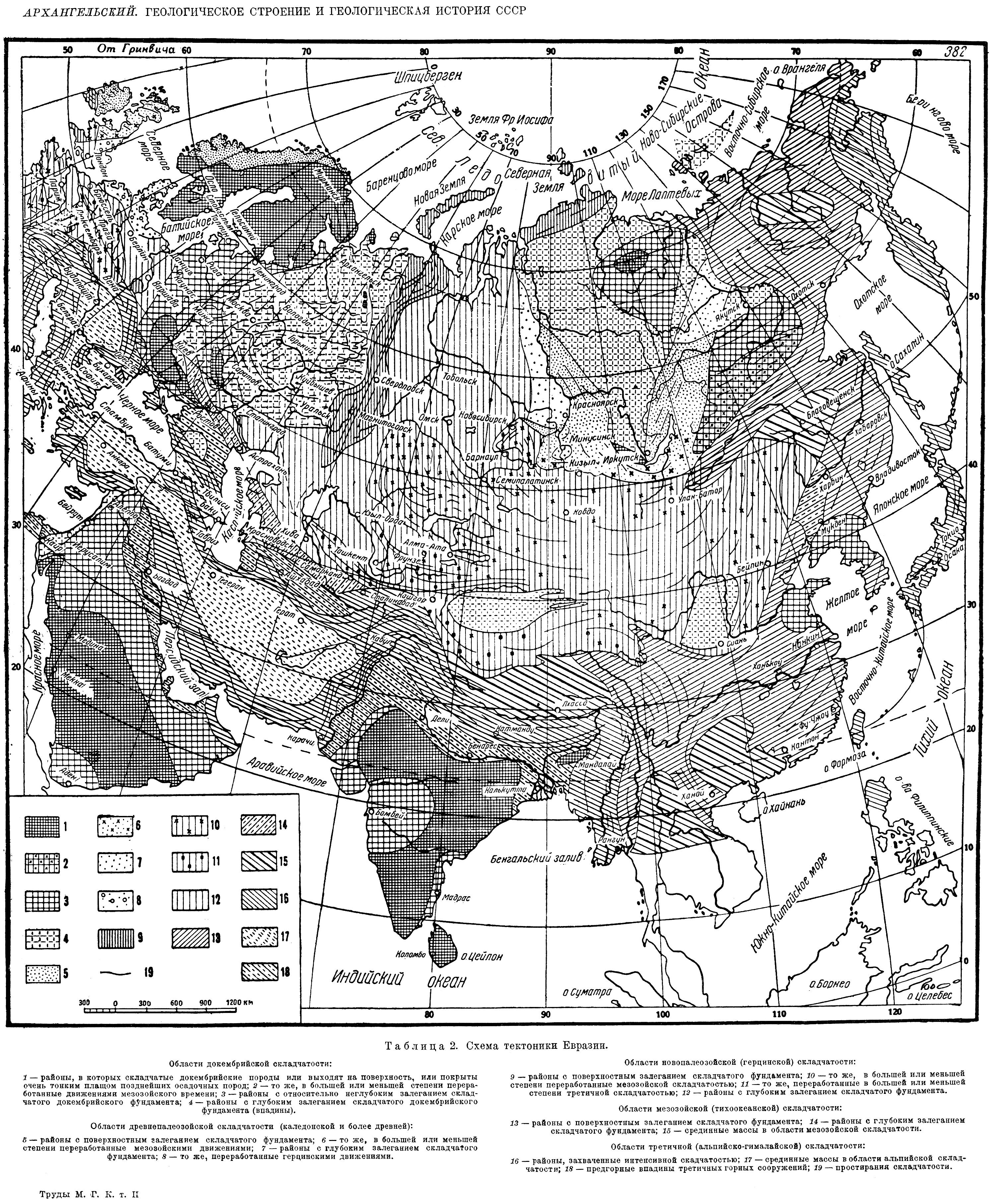
Схема тектоники Евразии, 1937

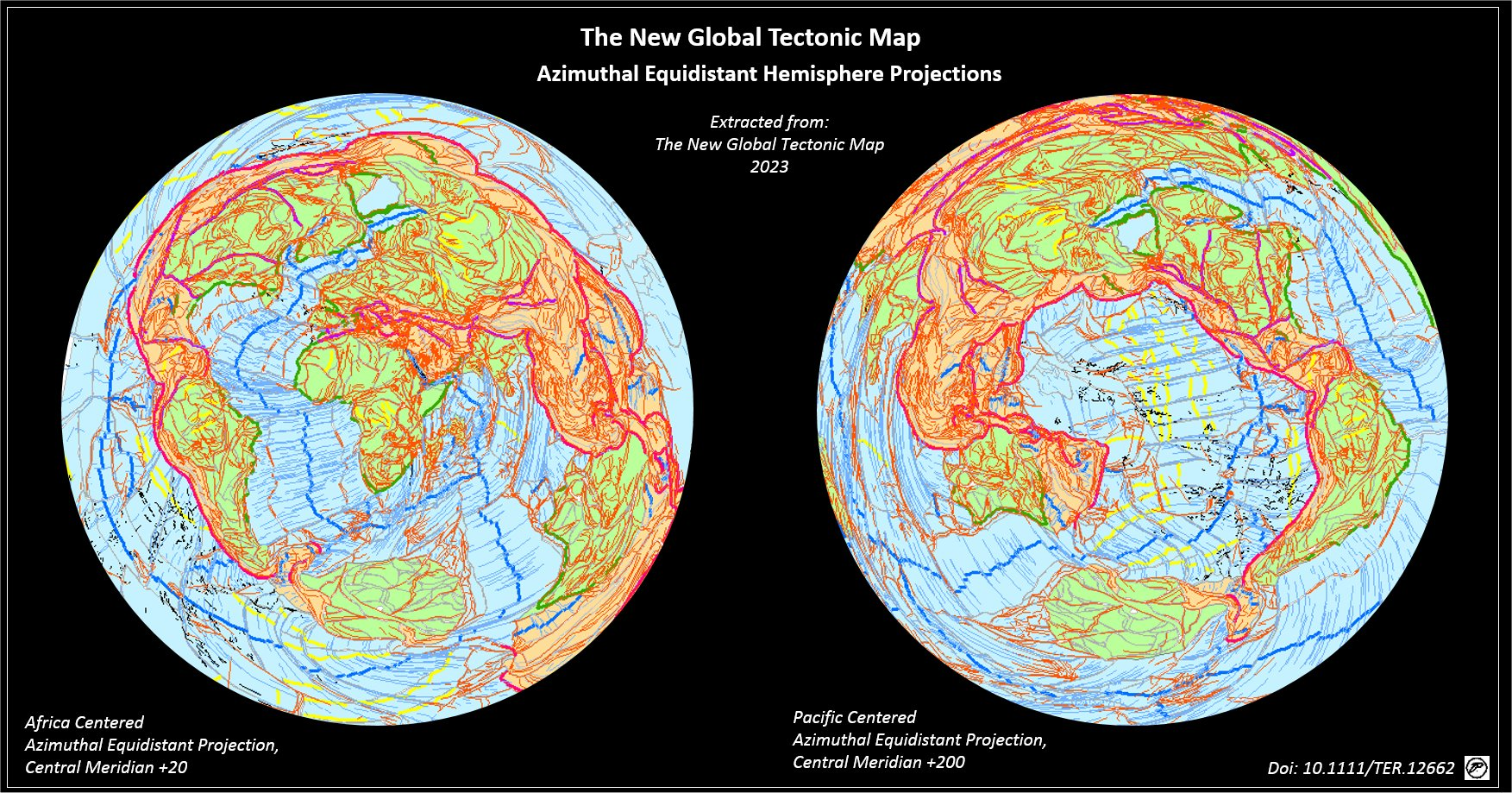
2023

Хронологический список составления основных карт и их масштаб:
- 1922 — Арган Э. Тектоническая карта Евразии (Tectonic map of Asia by Émile Argand). Представлена на 13 сессии МГК в Брюсселе, 1922.[3]
- 1933 — Архангельский А. Д., Шатский Н. С. Схема тектоники СССР (и мелкомасштабная карта) // Бюллетень МОИП. Отд. геол. 1933. Т. 11. № 4. С. 323—348.
- 1937 — Схема тектоники Евразии. А. Д. Архангельский. Геологическое строение и геологическая история СССР. 17 МГК. Труды, Т. 2. прил. С. 391.
- 1937 — Тектоническая карта СССР: Масштаб 1:35 000 000 // Большой Советский атлас мира. Т. 1. М., Л.: ГУГК, 1937. С. 90. Архангельский А. Д., Шатский Н. С.
- 1939 — Соболев Д. Н. Скульпто-структурная карта Европы // Учёные записки Харьковского государственного университета. 1939. № 16. С. 1-12. (Записки НИИ геологии ХГУ. Т. 7.)
- 1950 — Tectonic map of Canada — 1 : 3 800 000. Washington.
- 1953 — Тектоническая карта СССР — 1 : 4 000 000, гл. ред. Н. С. Шатский.
- 1956 — Тектоническая карта СССР и сопредельных стран — 1 : 5 000 000, гл. ред. Н. С. Шатский.
- 1957 — Тектоническая карта Азербайджана — 1 : 500 000, ред. В. Е. Хаин.
- 1962 — Международная тектоническая карта Европы[4] — 1 : 2 500 000, ред. В. Е. Хаин, А. А. Богданов (переиздания 1977, 1981)
- 1962 — Tectonic map of the United States — 1 : 2 500 000. Washington.
- 1963 — Тектоническая карта Арктики — 1 : 10 000 000, гл. ред. Н. С. Шатский
- 1963 — Tectonic map of India — 1 : 2 000 000.
- 1966 — Тектоническая карта Северо-Востока СССР — 1 : 2 500 000, Шило Н. А., Белый В. Ф., Николаевский А. А., Тильман С. М.
- 1966 — Тектоническая карта Евразии — 1 : 5 000 000, гл. ред. А. Л. Яншин. А. В. Пейве и др. (опубликована в 1969)
- 1966 — Тектоническая карта Кубы — 1 : 1 250 000. Ю. М. Пущаровский, А. Л. Книппер, М. ПуигРифа
- 1969 — Tectonic map of North America — 1 : 5 000 000. Washington.
- 1974 — Тектоническая карта фундамента территории СССР — 1 : 5 000 000, ред. Дедеев В. А., Наливкин Д. В.
- 1979 — Тектоническая карта Северной Евразии — 1 : 15 000 000. СССР.
- 1984 — Международная тектоническая карта Мира — 1 : 15 000 000, ред. В. Е. Хаин и другие.
- 1996 — Международная тектоническая карта Европы. 3 издание. — 1 : 5 000 000, ред. Леонов Ю. Г., Хаин В. Е.
- 1997 — Карта новейшей тектоники Северной Евразии — 1 : 5 000 000, ред. Грачев А. Ф.
- 1998 — Тектоническая карта морей Карского и Лаптевых и севера Сибири — 1 : 2 500 000, ред. Н. А. Богданов, В. Е. Хаин
- 2006 — Тектоническая карта России, сопредельных территорий и акваторий — 1 : 4 000 000, ред. Е. Е. Милановский
- 2010 — Тектоническая карта Белого моря и прилегающих территорий — 1 : 1 500 000, гл. ред. М. Г. Леонов, Г. С. Казанин.
- 2023 — Цифровая тектоническая карта территории Российской Федерации и прилегающих акваторий масштаба 1 : 2 500 000[5].

Объяснительные записки к картам:
- Тильман С. М., Белый В. Ф., Николаевский А. А., Шило Н. А. Тектоника Северо-Востока СССР: Объяснительная записка к тектонической карте Северо-Востока СССР. Масштаб 1:2500000]. Магадан: СВКНИИ ДВНЦ АН СССР, 1969. 79 с. (Тр. СВКНИИ ДВНЦ АН СССР; Вып. 33).
- Тектоника Урала (объяснительная записка к тектонической карте Урала масштаба 1 : 1 000 000). М.: Наука, 1977.
- Тектоника Республики Куба: Объяснительная записка к Тектонической карте Кубы масштаба 1:500000 / Ю. М. Пущаровский, А. А. Моссаковский, Г. Е. Некрасов и др. — М.: Наука, 1989. — 79 с.
- Богданов Н. А., Тильман С. М. Тектоника и геодинамика Северо-Востока Азии: Объяснительная записка к тектонической крте Северо-Востока Азии масштаба 1:500 000. М.: Ин-т литосферы РАН, 1992. 56 с.
- Тектоническая карта Баренцева моря и северной части Европейской России масштаба 1 : 2 500 000: Объяснительная записка / Отв. ред. Н. А. Богданов, B. Е. Хайн. М.: Ин-т литосферы РАН, 1996. 94 с.
- Хаин В. Е., Богданов Н. А., Чехович П. А. и др. Международная тектоническая карта Каспийского моря и его обрамления. Масштаб 1:2 500 000: Объяснительная записка / Под ред. В. Е. Хаина, Н. А. Богданова. М.: Науч. мир, 2003. 120 с.